# 青い渚
「青い渚」（あおいなぎさ、英題:My Lonely First Love）は1966年9月1日に発売されたジャッキー吉川とブルー・コメッツの楽曲である。作詞は橋本淳、作曲は井上忠夫によるもの。B面はブロード・サイド・フォーとの競作「星に祈りを」。前曲の「青い瞳」に続く「青い」シリーズの第二弾である。元々は日野てる子に依頼されて書いた曲である。
なお、復刻盤等の再発売を除く一連のブルー・コメッツのシングルとしては最後のモノラル収録となった。

## 収録曲
| #         | タイトル                            | 作詞      | 作曲      | 編曲                                | 時間 |
| --------- | ----------------------------------- | --------- | --------- | ----------------------------------- | ---- |
| 1.        | 「青い渚（My Lonely First Love）」  | 橋本淳    | 井上忠夫  | 井上忠夫                            | 2:23 |
| 2.        | 「星に祈りを（HOSHI NI INORI WO）」 | 佐々木勉  | 佐々木勉  | ブルー・コメッツ （ノンクレジット） | 3:23 |
| 合計時間: | 合計時間:                           | 合計時間: | 合計時間: | 合計時間:                           | 5:46 |